# Abusos Urbanísticos No
Abusos Urbanísticos No és una associació británica que té com a finalitat defensar els drets dels residents britànics i espanyols a les costes valencianes davant els plans urbanístics que afecten a les seues propietats. Aquesta associació es va crear al voltant de l'any 2003 i a l'actualitat encara manté la seua activitat. La seua estructura organitzativa s'articula a través d'una Junta Directiva, de la qual Enrique Climent i Charles Svoboda són president i vicepresident respectivament.
El seu àmbit d'intervenció és fonamentalment de caràcter contenciós-legislatiu, tot i que també organitzen manifestacions pacífiques per tal de mobilitzar als afectats per les Lleis de Sól que consideren injustes i concienciar a la resta de la població d'aquest problema. Entre algunes de les seues accions destaquen varies visites i peticions al Parlament Europeu, així com una carta al rei d'Espanya. Amb aquestes peticions es demanava l'assistència del Parlament Europeu o la intervenció del rei espanyol per posar fi a l'aplicació abusiva de algunes lleis del sól en la Comunitat Valenciana i a altres parts d'Espanya, com per exemple Extremadura o Almería.